# Damir Burić
Damir Burić (Pula, 2. prosinca 1980.), hrvatski vaterpolist. 
U 17. godini njegov talent su otkrili treneri VK Primorja iz Rijeke gdje je proveo sedam godina, a i izborio reprezentativni status ljeta 2003. Živio je u Rijeci. Igrao je za VK Primorje, a onda za Mladost iz Zagreba, na poziciji braniča. Od 2009. do 2012. bio je član je talijanskog Pro Recca s kojim je dva puta bio prvak Europe (2010. i 2012.). 2012. prelazi u kragujevački Radnički s kojim osvaja Eurokup Europe 2013. godine. Visok je 205 cm i težak 125 kg. Nastupio je preko 350 puta za hrvatsku vaterpolsku reprezentaciju. Osvojio je za reprezentaciju olimpijsko zlato u Londonu 2012 i srebro u Rio de Janeiru 2016. Nastupio je na 4 Olimpijskim igrama (2004., 2008., 2012., 2016.). Na svjetskim prvenstvima je osvajao zlato u Melbourneu 2007., srebro u Kazanu 2015. te bronce u Rimu 2009. i Shanghaiu 2011. godine. Na europskim prvenstvima je osvojio zlato u Zagrebu 2010. te srebro u Kranju 2003. godine. U svjetskoj ligi osvajao je 2012. zlato u Almaty, srebro u Podgorici 2009. te bronce u Nišu 2010 i Firenzi 2011.godine. U svjetskom kupu 2010. u Oradei je osvojio srebrnu medalju. Na klupskom nivou osvajao je državna prvestva Hrvatske i Italije, kup Hrvatske i Italije, Jadransku ligu(2012. i 2015.), Ligu prvaka(2010 i 2012),Eurokup Europe (2013). Superkup Europe (2011). 2010. godine proglašen je za najboljeg igrača Hrvatske po izboru Večernjeg lista. Od sezone 2012./13. bio je igrač kragujevačkog Radničkog gdje je igrao dvije sezone. 2014./15. vratio se u riječko Primorje. Nakon toga postao je trener vaterpolo kluba Pule (2024.).